# Hurra bint Badr
Hurra bint Badr (arab. ‏حرة بنت بدر‎, ur. 895/99, zm. latach 40. X wieku) – żona osiemnastego kalifa z dynastii Abbasydów, Al-Muktadira.

## Życiorys
Hurra urodził się w 895 lub 899 roku. Jej ojcem był Badr al-Mu’tadidi, który za czasów kalifatu Al-Mu’tadid pełnił funkcję głównodowodzącego armii. Hurra była jedyną żoną kalifa.
Al-Muktadir był wobec niej hojny. Po jego śmierci wyszła ponownie za mąż, tym razem za mężczyznę o niższym statusie.